# Amoklauf von Alabama
Der Amoklauf von Alabama ereignete sich am 10. März 2009 in Geneva County im US-Bundesstaat Alabama. Dabei kamen elf Personen, darunter der Täter selbst, ums Leben.
Unter den Opfern befanden sich auch einige Familienmitglieder des Täters, darunter seine eigene Mutter, die Großeltern, eine Tante und ein Onkel.
In Kinston brannte der Täter zunächst das Haus seiner Mutter nieder. Ein Amtsarzt teilt mit, dass es Hinweise darauf gebe, dass die Frau zuvor erschossen worden sei.
Im nahegelegenen Ort Samson erschoss der Täter unter anderem seine Großeltern, einen Onkel und eine Tante. Schließlich fuhr der Täter in den nahegelegenen Ort Geneva, wo er zwei weitere Menschen erschoss. In einer Metallfabrik tötete sich der Täter schließlich selbst.